# MARC (katalogiziranje)
MARC je kratica za engleski izraz  Machine-Readable Cataloging
Machine-readable: (strojno čitljiv) znači da određeni stroj,računalo,može čitati I interpretirati podatke kataloških zapisa.
Cataloging record: je bibliografski zapis tj. to su informacije tradicionalno zapisane na kataloškim karticama.
MARC je 1960. razvila Henriette Avram na Kongresnoj knjižnici (Library of Congress).
Standardi MARC sastoje se od formata MARC i odgovarajuće dokumentacije. To su standardi za prikaz i prijenos bibliografskih i drugih odgovarajućih podataka. Oni osiguravaju protokol preko kojeg računala razmjenjuju,koriste te interpretiraju bibliografske informacije. Njegovi podatkovni elementi čine temelj većine današnjih knjižničnih kataloga.
Struktura MARC-a nastala je primjenom ISO 2709 (International Organization for Standardization) također poznatog pod imenom ANSI/NISO Z39.2. MARC zapisi se sastoje od tri elementa; strukture zapisa, oznake sadržaja i podatkovnog sadržaja zapisa. U strukturi zapisa primjenjuju se nacionalni i međunarodni standardi. 

## Formati MARC-a
- Authority records (zapisi uprave,vlade)
- Bibliographic records  (bibliografski zapisi)- opisuju intelektualne I fizičke karakteristike bibliografskih izvora (knjiga,zvučnih i video zapisa itd.).
- Classification records (klasifikacijski zapisi)-sadrže klasifikacijske podatke.
- Community Information records (zapisi informacija o zajednici)-zapisi koji opisuju agencije koje pružaju usluge (npr. Lokalno utoćište za beskućnike).
- Holdings records (fundusni zapisi)–daju informacije o specifičnom knjižničnom izvoru (broj,mjesto na polici,količini itd.)

## MARC 21
MARC 21 je nastao kombiniranjem MARC oblika Sjedinjenih Američkih Država i kanadskog MARC oblika (USMARC i CAN/MARC) te kao format za 21. stoljeće koji će biti pristupačniji za internacionalnu zajednicu.Temelji se na ANSI (American National Standards Institute) standardu Z39.2 koji omogućuje komunikaciju između korisnika koji koriste različite softvere.
Trenutačno je prihvaćen od britanskih knjižnica, europskih institucija i knjižničkih institucija te u SAD-u i Kanadi.
MARC 21 koristi dva skupa znakovlja, MARC-8 ILI Unicode kodiran kao UTF-8. S obzirom na to da se temelji na ISO 2022,MARC 21 omogućava korištenje hebrejskog, ćirilce, arapskog, grčkog i istočnoazijskog pisma.

## MARC varijante
Mnogo je nacionalnih I internacionalnih oblika MARC-a
- MARC 21: kombinacija USMARC-a i CAN/MARC-a
- AUSMARC: nacionalni MARC Australije; USMARC usvojili 1991.
- BIBSYS-MARC: koriste sve norveške sveučilišne knjižnice,Nacionalna knjižnica,knjižnice fakulteta i nekoliko istraživačkih knjižnica.
- NORMARC: nacionalni MARC Norveške, utemeljen na MARC-u 21
- danMARC2: nationalni MARC Danske, utemeljen na MARC-u 21
- INTERMARC: MARC koristi ga Nacionalna knjižnica Francuske
- UNIMARC: službeni MARC u Francuskoj, Italiji, Rusiji, Portugalu, Grčkoj I drugim zemljama.
- CMARC: nationalni MARC Kine, utemeljen na UNIMARC-u
- KORMARC: nationalni MARC Južne Koreje
- MARCBN: nationalni MARC Poljske, utemeljen na MARC-u 21

Budućnost MARC-a je tema rasprava u svijetu knjižničnih znanosti. S jedne strane podaci su veoma kompleksni i temelje se na zastarjelim metodama,a s druge strane nema dovoljno dobrog alternativnog bibliografskog formata koji bi ga zamijenio.

## Vanjske poveznice
- (engl.) Understanding MARC Bibliographic
- (engl.) Understanding MARC Bibliographic Parts: 1-6